# 罗讷河口省
罗讷河口省（法語：Bouches-du-Rhône）是法國南部普罗旺斯-阿尔卑斯-蔚蓝海岸大区所轄的省份。該省編號為13，首府為馬賽。
罗讷河口省拥有2,056,943名居民（2021年），是法国人口第三大省。

## 歷史
罗讷河口省早在古羅馬時代是古羅馬帝國的一部分，由於瀕臨地中海，當時已是重要的港口。至法國大革命爆發，罗讷河口省成為原來法國八十三個省中其中一個。

1790年创建之初的罗讷河口省

1790年3月4日，法国大革命期间，根据1789年12月22日的法律，普罗旺斯伯国的一部分和一些亲王国（奥朗日、马蒂格、朗贝斯克）成立了罗讷河口省。新省的首府是普罗旺斯地区艾克斯，这座城市以前是普罗旺斯议会的所在地。
1793年，当沃克吕兹省成立时，该省失去了迪朗斯河北部的全部领土，沃克吕兹省除了拥有阿维尼翁和沃奈桑伯爵领地外，还包括了奥朗日和阿普特。
罗讷河口省居民非常支持革命，非常活跃：1794年底，该省有90个人民协会:27，50%的牧师同意宣誓教士的公民组织法。:30
1800年，该省省会从艾克斯迁至马赛。
反法联盟在滑铁卢战役（1815年6月18日）中获胜后，该省于1815年7月至1818年11月被奥地利军队占领。
艾克斯是普罗旺斯的摇篮，艾克斯是其首都，也是普罗旺斯议会和普罗旺斯伯国的都城，但马赛是普罗旺斯人口最多的城市，该省一直是普罗旺斯地区的历史和文化中心，今天的媒体和商业界仍然倾向于普罗旺斯这个概念限制在该省。

## 地理
罗讷河口省位處法國南部，鄰近地中海沿岸，其省會──馬賽，乃法國一個主要港口。
罗讷河口省是普罗旺斯-阿尔卑斯-蔚蓝海岸大区的一部分，与加尔省（西）、沃克吕兹省（北）和瓦尔省（东）接壤。
该省西侧以罗讷河为界，北面以迪朗斯河为界。南侧面朝地中海。罗讷河在阿尔勒下游分为大罗讷河和小罗讷河，形成罗讷河三角洲，是卡马格的发源地。这是该省的湿地之一（包括瓦卡雷斯潟湖和吉罗盐沼的盐场），其中还包括贝尔潟湖及其附属潟湖、维内和博尔蒙潟湖、欧讷河潟湖和克罗平原的布尔格大平地以及滨海福斯和伊斯特尔之间的拉瓦杜克潟湖。
该省的主要山脉是圣博姆山（1042米）、圣维克多山（1011米）、埃图瓦勒山（779米）、加尔拉邦山（731米）和阿尔皮耶山（496米）。
罗讷河口省可以分为四个地震带：

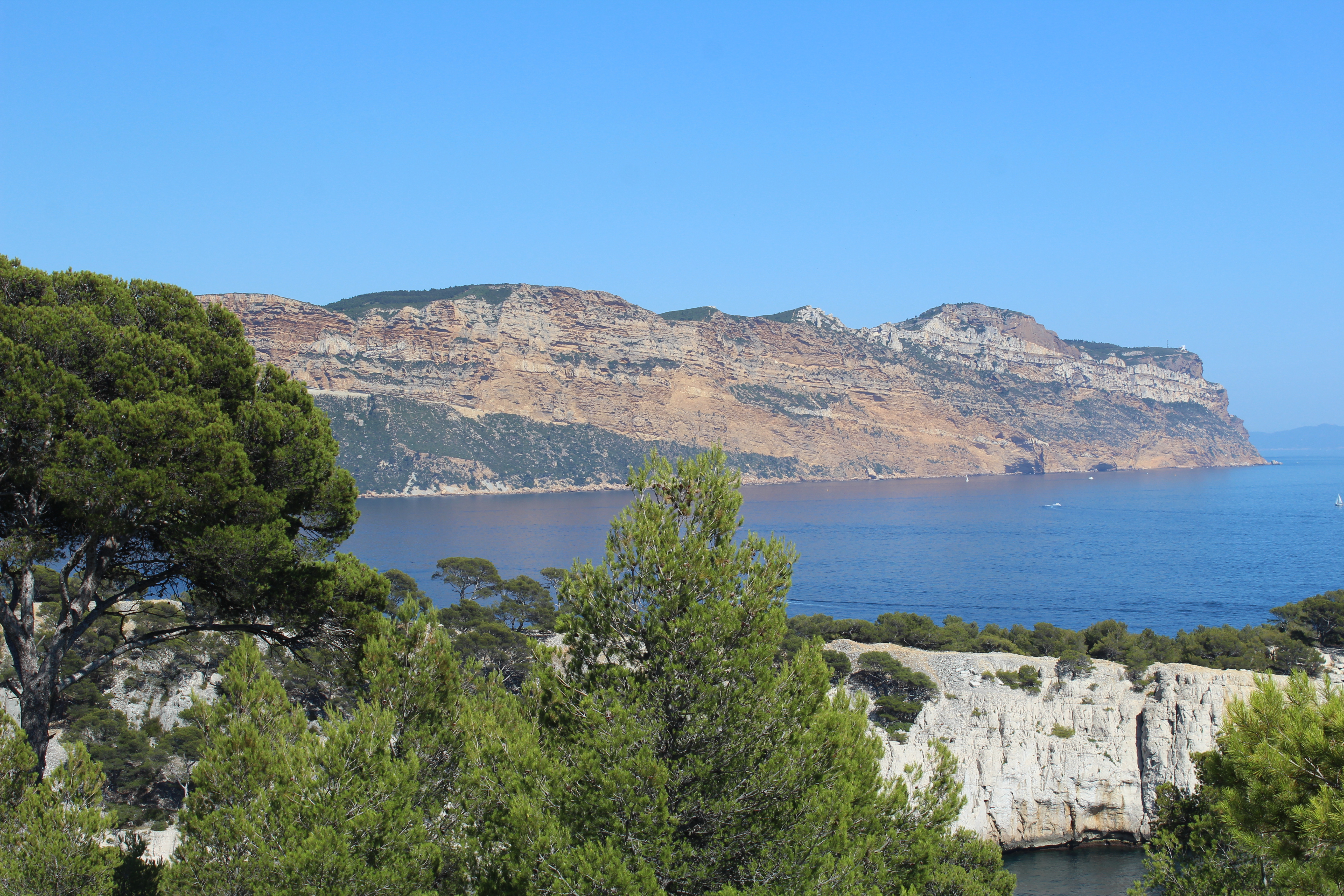
卡西斯的卡纳耶岬角

- 第II区（“中等地震活动性”）：朗贝斯克、普罗旺斯地区佩罗勒和普罗旺斯地区萨隆；
- 第Ib区（“低地震活动性”）：普罗旺斯地区艾克斯、特雷、埃吉耶尔、奥尔贡、贝尔莱唐、伊斯特尔北区和伊斯特尔南区；
- 第Ia区（“极低地震活动性”）：普罗旺斯艾克斯区的其他乡镇、阿尔勒东区、沙托勒纳尔、普罗旺斯地区圣雷米、马里尼亚讷、马蒂格东区、马蒂格西区、罗克韦尔等乡镇；
- 第0区 （“无地震活动性”）：该省的其他地区

### 气候
罗讷河口省总体上属于地中海气候。对比温度，年振幅约为15°C；
不规则降雨：每年降雨量超过1毫米的不到65天，这些降雨以暴雨的形式出现，平均每年500至700毫米；
夏季炎热干燥，冬季温和，春季和秋季时有暴雨；
强风，特别是密史脱拉风，每年吹近100天，最高速度超过100公里/小时，由于其清除天空的作用，使罗讷河口成为法国阳光最充足、最干旱的地区。它可以全年吹，但在冬季和早春达到高峰。该省的西部更靠近罗讷河，更受关注（阿尔勒、伊斯特尔、卡马格等），该省的东部地形接近丘陵，也受益于其影响，但没有遭受过度猛烈的阵风，北部的吕贝龙山和比利牛斯-普罗旺斯山脉的各种地形减轻了影响（普罗旺斯地区艾克斯、卡西斯和拉西约塔、欧巴涅，在较小程度上还有马赛）。
该省可以区分几种小气候。因此，尽管整个海岸的年振幅较低，蔚蓝海岸、马赛卡朗克山和拉西约塔湾的降雨量低于该省其他地区（每年约500毫米）——一些地区甚至是法国最干旱的地区，只有450毫米——但600至700米以上的地形受益于更大的降雨量（700至800毫米/年）和稍低的温度，特别是圣博姆山和圣维克多山北部，以及这些地区的一些山谷。在内陆，阿尔克河谷的大部分地区每天都会经历高振幅，尤其是在冬季，夜间会有严重霜冻。

### 植被
植被主要由石灰灌木丛、马基斯、稀疏森林和松树林组成，会被火灾严重削弱，尤其是在旱季和密史脱拉风季。

## 人口
2022年，罗讷河口省的人口为2,069,811人，是人口第三大省，仅次于北部省和巴黎，领先于上塞纳省。80%以上的人口居住在马赛都都市圈，42%以上居住于马赛市内。1999年至2006年期间，人口增加了近102,000人，即每年增加0.8%。
罗讷河口省的人口密度也非常高，比全国平均水平高出三倍半。
人口较多的城市有：马赛、普罗旺斯地区艾克斯、阿尔勒、马蒂格、欧巴涅、普罗旺斯地区萨隆、伊斯特尔、拉西奥塔等。

## 政治

### 领土集体

罗讷河口省的四个市间合作体

作为一个省，罗讷河口省是一个由58个席位组成的省议会管理的地方当局。马蒂娜·瓦萨尔（共和党）自2018年起担任主席。
该省有119个市镇，分为四个市间合作体，包括艾克斯-马赛-普罗旺斯大都会区，包括93个市镇，占该省人口的93%。

### 国家行政
国家行政方面，罗讷河口省由一名省长（也是普罗旺斯-阿尔卑斯-蔚蓝海岸大区的区长、南部防御和安全区长）以及自2012年以来的一名警察局长代表。与巴黎警察局长一起，他是法国唯一一位全职警察局长。
该省还设有一名机会平等的副省长。

### 政治背景
作为法国人口最多、最多样化的省份之一，罗讷河口省长期以来一直是政治冲突特别激烈的地方。
马赛港的发展、法国与其殖民帝国之间的关系、围绕普罗旺斯煤矿开采煤炭的工业发展、19世纪末的大量移民，特别是来自意大利的移民，以及两次世界大战期间的移民，都是导致出现一个重要而好斗的工人阶级的因素。19世纪末，社会主义潮流获得了影响力，1881年法国第一位社会主义议员克洛维·于格当选就证明了这一点。
但在农村地区，特别是在艾克斯地区，维持充满土地所有权问题的社会关系有利于右翼政党的影响，特别是在第三共和国成立之初的天主教和君主主义政党。
两次世界大战期间和人民阵线时期标志着左翼在该省开始占主导地位，首先是SFIO，然后是1936年的PCF。
第二次世界大战后，与黑手党有联系并参与合作的马赛右翼在很大程度上不可信。解放后，左翼在很大程度上占主导地位，马赛甚至在1945年选举了共产主义市长让·克里斯托福尔。从1947年开始，SFIO与右翼和中间派进行了一场联盟游戏，以对抗共产主义者，特别是支持加斯顿·德费雷就任马赛市长。
然而，随着该省的去工业化和社会、经济和政治发展，社会主义者的主导地位逐渐受到质疑。1995年，让-克洛德·戈丹（Jean-Claude Gaudin）代表右翼征服马赛市，这是一个象征，而共产主义据点拉西奥塔（La Ciotat）和罗讷河畔圣路易港（Port Saint Louis du Rhône）也转向右翼。20世纪90年代，国民阵线取得了进展，特别是在维特罗勒和马里尼亚讷的市政选举中获胜。
2014年，该省最大的两个城市马赛和普罗旺斯地区艾克斯，以及普罗旺斯地区萨隆、欧巴涅、塔拉斯孔和沙托勒纳尔，由UMP或各种右翼领导，PS或各种左翼领导伊斯特尔、维特罗勒和罗讷河畔圣路易港，PCF仍然领导阿尔勒、加尔达讷和马蒂格。
2015年3月省选举后，省议会历史上首次转向右翼，选举马蒂娜·瓦萨尔（Martine Vassal）为主席（2021年连任成功）。在省议会中58个席位中，右翼占到了46席。
2017年6月大选后，该省不再有社会党议员。在罗讷河口省的的16个席位中，LREM和MoDem赢得了9个席位，LR保留了5个席位，法共和不屈法国各1席位，并在第四选区（马赛）选举出让-吕克·梅朗雄。
2020年市政选举后，马赛市左转，阿洛和奥里奥尔右转，PCF将阿尔勒和加尔达讷输给了右翼和中间派。

## 经济

### 农业
罗讷河口省物产丰富，有克罗的甘草、阿尔皮耶山羊、普罗旺斯橄榄油、卡马格公牛和大米，以及马赛的肥皂等。

### 旅游
该省每年接待近800万游客，2015年的住宿容量为275,000张旅游床位和98,431张商业床位（酒店、小屋、营地等）。三个主要旅游景点是马赛、普罗旺斯地区艾克斯和阿尔勒。

## 交通

### 道路网络
罗讷河口省拥有非常密集的道路和高速公路网络，尤其是艾克斯-马赛-萨隆三角区，每天都有严重的拥堵，其中比较重要的是A7高速公路和A8高速公路、A50高速公路、A51高速公路、A52高速公路、A54高速公路、A55高速公路。
道路网络还包括埃贝尔潟湖周围的许多国家公路和主要省高速公路（普罗旺斯地区艾克斯和维特罗勒之间的D9，途经普罗旺斯地区艾克斯TGV站，布克贝莱尔（A51）途经加尔达讷到达菲沃的D6）。

### 铁路
省内铁路网络由SNCF代表普罗旺斯-阿尔卑斯-蔚蓝海岸大区委员会运营。它是围绕马赛圣夏尔站组织的，每天有400多个车站，并通过TGV连接法国和欧洲其他国家。
该省每天有近400列TER PACA列车运行，艾克斯和马赛之间有100列列车，马赛和欧巴涅之间有150列列车（2014年为300列），蓝色海岸有30列，机场有70列。2015年，该省有45个车站由TER、9个城间列车、2个城际，4个由TGV、2个Lyria、2个AVE、2个Thalys、2个Alleo、1个欧洲城市和1个欧洲之星提供服务。

### 航空
马赛普罗旺斯机场位于马里尼亚讷，有国内和国际航班。该机场拥有800万乘客，是地区上的第三大机场，尽管存在危机，但交通量增长最大。自2008年以来，从维特罗勒-马赛机场站可乘坐火车前往。这是法国第一个专门为低成本航班设立航站楼的机场。
艾克斯-莱米耶机场距离普罗旺斯地区艾克斯市中心5公里，专门用于商务交通。
这两个机场由艾克斯马赛-普罗旺斯工商会管理。
该省还拥有两个空军基地，普罗旺斯地区萨隆（巡逻兵飞行表演队总部）和伊斯特尔-勒蒂贝（Istres-Le Tubé），作为美国国家航空航天局航天飞机的军事基地和紧急着陆点。该领土在贝尔-勒法尔还有一个机场。

### 公共交通

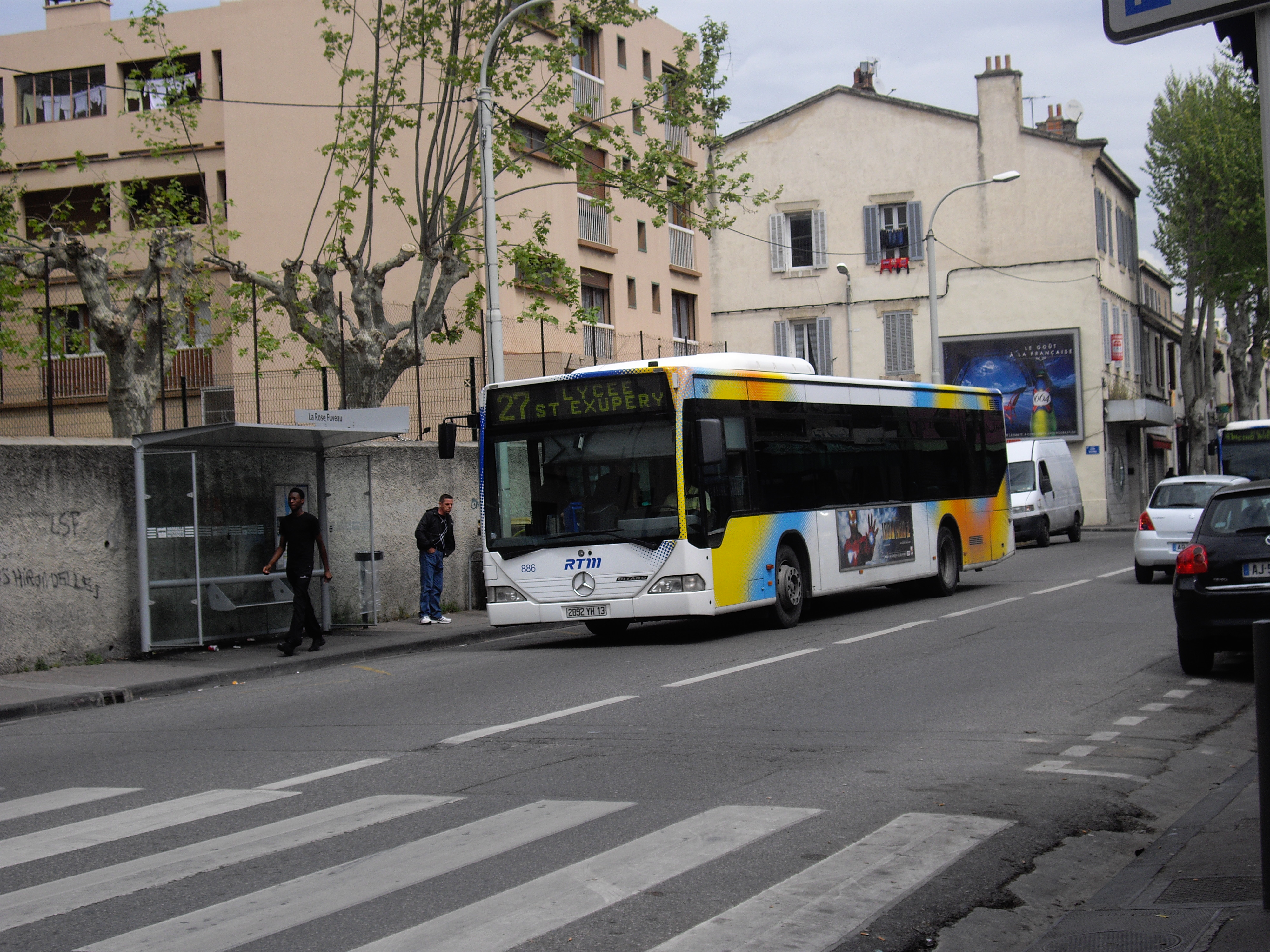
位于马赛的27号线巴士

Cartreize巴士每天服务于该省地界。最繁忙的50号线在30至65分钟内连接艾克斯和马赛，具体取决于交通情况，从早上5点到午夜运营，频率可能每五分钟增加一辆公交车。这是法国最繁忙的城际线路，配备了Wi-Fi。Cartreize网络由罗讷河口省交通局管理，直到2017年，位于艾克斯-马赛-普罗旺斯都会区周边的线路将返回主城。
该网络的6个主要公交车站位于马赛圣夏尔站、马赛卡斯特拉讷站、普罗旺斯地区艾克斯站、欧巴涅站、普罗旺斯地区萨隆站和马赛普罗旺斯机场。
许多城市交通网络也服务于该省的城市，主要有：
RTM通过2条地铁线路、3条有轨电车线路、3条高服务水平公交线路、3个巴士快速交通系统和100多条公交线路为4个城市（马赛、普朗德屈克、阿洛、塞普泰姆-莱瓦隆）提供服务；
艾克斯巴士服务于普罗旺斯地区艾克斯和周边城市，有30条巴士路线；
Agglo线路通过18条公交线路和一条有轨电车线路服务于欧巴涅和埃图瓦勒的聚集社区。该网络自2009年起免费。该网络通过3条线路进入马赛市；
萨隆埃唐蓝色海岸服务于东部的贝尔潟湖和蓝色海岸，拥有超过35条线路。

## 教育
罗讷河口省是艾克斯-马赛大学的所在地，该大学是法国学生人数最多的大学（也是世界上最大的法语大学），跻身世界前200名大学之列；以及几所主要学校（地中海中央理工学院、国立圣艾蒂安高等矿业学校（普罗旺斯乔治·沙尔帕克校区）、卢米尼国家建筑学院、欧洲地中海管理学院、普罗旺斯地区艾克斯高等艺术学院、ENSAM）。普罗旺斯地区艾克斯设有政治研究所。
马赛是法国第二大研究中心（CNES）的所在地。AP-HM和ARS每年都通过高效的基础设施在医学研究方面取得重大进展。

## 媒体
主要报纸是《普罗旺斯报》和《马赛报》。在当地电台中：
- 法国Bleu Provence（这里是普罗旺斯）（总部位于普罗旺斯地区艾克斯）在整个罗讷河口省广播；
- Maritima（总部位于马蒂格）在马赛、普罗旺斯地区艾克斯、马蒂格、索塞莱潘和贝尔潟湖地区广播；
- 3DFM电台（总部位于阿尔勒）在阿尔勒广播；
- 对话电台（总部设在马赛）在马赛、普罗旺斯地区艾克斯、欧巴涅和贝尔潟湖地区广播；
- 加莱尔电台（总部位于马赛）在马赛和普罗旺斯地区艾克斯地区广播

当地电视台包括：
Maritima（贝尔潟湖周围的频道，与同名电台和Reflets杂志相关）。
南普罗旺斯电视台（总部位于马赛），前身为LCM（马赛电视台），因法院清算于2016年5月停止广播。它在马赛、普罗旺斯地区艾克斯、欧巴涅、拉西奥塔、阿尔勒和贝尔潟湖地区广播。

## 文化
- 阿尔勒世界遗产：阿尔勒的古罗马和罗曼式古迹。

- 根据1913年12月31日《历史遗迹法》保护的历史遗迹，截至2007年12月30日（来源：MCC/DAPA/DEPS）：
  - 法国历史古迹：276座（其中一半以上位于普罗旺斯地区艾克斯市）
  - 列入补充清单的历史古迹：352

- 区域遗产服务机构（历史古迹、清单和考古学区域保护区：主题[5]进行的研究表明，所有类型的遗产在罗讷河口省都有特别好的代表性：

- - 古代遗产：在阿尔勒（竞技场，古代剧院…），普罗旺斯圣雷米（格拉努姆遗址）…
  - 军事遗产
  - 保存区域：普罗旺斯地区艾克斯和阿尔勒
  - 20世纪遗产标签
  - 天文遗产

- 自然遗产
  - 分类和注册地点：卡朗克山，拉西奥塔…
  - 自然公园：卡朗克山国家公园、卡马格地区自然公园、阿尔皮耶地区自然公园和圣博姆地区自然公园；
  - 国家自然保护区：卡马格、克罗的库苏勒地区、维盖拉沼泽、圣维克多山；
  - 区域自然保护区：伊隆、普瓦特维讷、瓦拉塔。

## 名人
- 莫里斯·鲁维埃，政治家
- 阿道夫·梯也尔，政治家
- 罗克珊·梅斯基达，女演员
- 卡里姆·拜纳尼，节目主持人
- 费南代尔，演员和歌手
- 克拉拉·摩根，歌手，主持人和前色情演员
- 克拉拉·卢西亚尼，歌手
- 保罗·塞尚，画家
- 诺斯特拉达穆斯，预言家
- 费雷德里克·米斯特拉尔，作家
- 让-巴普蒂斯特·范洛，画家
- 约瑟夫·奥特朗，作家
- 弗朗索瓦-于尔班·多梅尔格，语法学家
- 让-雅克·巴泰勒米，人类学家
- 马塞尔·布里翁，作家
- 卡米耶·朱利安，历史学家
- 埃德蒙·雅卢，作家
- 马瑟·巴纽，作家
- 埃德蒙·罗斯丹，剧作家
- 埃米尔·奥利维耶，政治家
- 齐内丁·齐达内，足球运动员
- 安德烈-皮埃尔·吉尼亚克，足球运动员
- 贾布里勒·西塞，足球运动员
- 沙米·拿斯利，足球运动员
- 阿德尔·塔拉布特，足球运动员
- 齐内丁·马夏什，足球运动员
- 布巴卡尔·卡马拉，足球运动员
- 拉里·阿祖尼，足球运动员
- 盖尔·吉韦，足球运动员
- 罗德·法尼，足球运动员
- 拉米纳·加萨马，足球运动员
- 胡安·包蒂斯塔，斗牛士
- 迈赫迪·萨瓦利，斗牛士
- 伊夫·德马里亚，摩托车赛车手
- 卡罗琳·皮扎拉，足球运动员
- 路易莎·内奇布，足球运动员
- 塞巴斯蒂安·格罗让，网球运动员
- 阿诺·克莱芒，网球运动员

## 备注
1. ↑  前两大分别是北部省和巴黎省。